# Musée pharmaceutique Albert Couvreur
 (septembre 2022).
Le Musée Pharmaceutique Albert Couvreur (en néerlandais : Farmaceutisch Museum Albert Couvreur) est un musée à Woluwe-Saint-Lambert dans la Région de Bruxelles-Capitale. Il est situé sur le campus UCLouvain Bruxelles Woluwe, dans le bâtiment des Cliniques universitaires Saint-Luc de l'Université catholique de Louvain (UCLouvain).

## Collections
Le musée présente une collection que le pharmacien Albert Couvreur (1887-1955) a léguée à cette université. L'UCLouvain gère en plus de ce musée, le jardin de sculptures et le Jardin des plantes médicinales Paul Moens, tous deux également à Woluwé-Saint-Lambert. 
La collection comprend les inventaires, avec les médicaments qui ont été conçus, des meubles datant de 1800, des instruments, des livres et des vases et autres ustensiles de cuisine. La collection de poteries couvre une période datant du XVe au XIXe siècle et comporte des pièces en provenance de toute l'Europe, avec de matériaux tels que la pierre, la fonte de fer, le cuivre et le bronze.
Albert Couvreur a également légué une bibliothèque comportant environ 750 œuvres qui ont été publiées entre le XVIe et le XXe siècle. Parmi ceux-ci, on trouve également des travaux sur la materia medica (en), la pharmacopée, etc.